# Rudnea (Ihnatpil), Ovruci
Rudnea (în ucraineană Рудня) este un sat în comuna Ihnatpil din raionul Ovruci, regiunea Jîtomîr, Ucraina.

## Demografie
Componența lingvistică a localității Rudnea
     Ucraineană (95,24%)
     Rusă (4,08%)
Conform recensământului din 2001, majoritatea populației localității Rudnea era vorbitoare de ucraineană (95,24%), existând în minoritate și vorbitori de rusă (4,08%).